# Charles Frederick Millspaugh
Charles Frederick Millspaugh , född den 20 juni 1854 i Ithaca, New York, död den 16 september 1923 i Chicago, Illinois, var en amerikansk botaniker.
Han har fått släktena Millspaughia och Neomillspaughia uppkallade efter sig.
Auktorsnamnet Millsp. kan användas för Charles Frederick Millspaugh i samband med ett vetenskapligt namn inom botaniken; se Wikipediaartiklar som länkar till auktorsnamnet.